# Michalis Hatzigiannis
Michalis Chatzigiannis (Nicósia, 5 de novembro de 1978)  (Mihalis Hatzigiannis) (alfabeto grego:Μιχάλης Χατζηγιάννης) é um conhecido cantor e compositor cipriota.

## Biografia
Graduou-se na Cyprus Music Academy de Londres. Desde muito jovem, com 16 anos, começou a sua carreira musical no Chipre com três discos quase consecutivos que obtiveram discos de platina. Em 9 de maio de 1998, representou Chipre no Festival Eurovisão da Canção 1998, onde interpretou a canção Yenesis, canção de que era autor.
Mais tarde colaborou em Atenas com os compositores Yiorgos Hadjinassios e Michales Bourboulispara o álbum  "Aggigma Psychis". Seguiram-se outros sucessos na Grécia onde conseguiu um álbum duplo de platina com  "Paraxeni Giorti". Em 2002 consolidou-se definitivamente como um dos mais importantes artistas de língua grega com  "Kryfo Fili". Em 2004 representou Chipre na cerimónia de entrada de 10 novos países da União Europeia. Em 2006 editou o seu primeiro disco ao vivo e ofereceu 50 concertos na Grécia, atuando também na Austrália, Canadá e Estados Unidos da América.

## Discografia
- Senario(1995)
- O Mihalis Hatzigiannis traguda Doro Georgiadi(1997)
- Anonimon patridon(1997)
- Epafi(1998)
- Genesis(1998)
- Parakseni giorti(2000)
- Oi mikres mas istories(2001)
- Krifo fili(2002)
- Monos mou (2003)
- Akatallili skini(2004)
- Oneiro zo(2005)
- Live(2006)
- Ola i tipota(2006)
- Filoi kai exthroi(2006)
- Pio poly(2007)
- Zontana Sto Lycabbhto (2007-2008)
- 7 "efta" (2008)
- 7 Special Edition (2009)

## Videografia
- 1997: "Simera"
- 1998: "Genesis"
- 1998: "Mikros Arhaggelos"
- 1998: "Tragoudi Amartolo"
- 1998: "Pagkosmios politis"
- 1999: "To Soma Pou Zitas"
- 2000: "Prosefhi" (with Alexia)
- 2000: "Mono Sta Oneira"
- 2000: "Parakseni Yiorti"
- 2001: "I Titli Tou Telous"
- 2002: "To S'Agapo"
- 2002: "Horis Anapnoi"
- 2002: "Eisai Edo"
- 2003: "Monos Mou"
- 2003: "Party"
- 2004: "Gia Sena"
- 2004: "Pou Einai I Agapi"
- 2005: "Afta Pou Tha Lega Se Sena"
- 2005: "Oneiro Zo"
- 2006: "De Fevgo"
- 2006: "Ola I Tipota"
- 2006: "Na Eisai Ekei"
- 2007: "Heria Psila"
- 2007: "An Den Kitazo Esena"
- 2007: "Pio Poli"
- 2007: "O Paradeisos" [De ftiahtike Gia Mas] (With Despina Olympiou)
- 2008: "Krata Me"
- 2008: "Etsi Se Thelo"
- 2008: "Emeis I Dio San Ena"
- 2008: "Ola Tha Pane Kala"
- 2009: "Anapoda"
- 2009: "Par'ta ola dika sou"
- 2009: "Anna"
- 2010: "Sti leoforo tis agapis"
- 2010: "O Tilefonitis"
- 2010: "Everyone Dance"
- 2010: "To kalokairi mou"

## Prémios
- Pop Corn 2001: Best New Artist
- Arion 2003: Best Pop Artist, Best Pop Album(Krifo Fili), Best Artistic Singer
- Arion 2004: Best Artistic Song(Monos mou), Best Modern Laikos Singer, Best Singer of the Year, Best-Selling Single(Monos <ou)
- Mad Video Music Awards 2004: Best Pop Video-clip(Monos Mou), Best Artistic video-clip(To Party), Best Video-clip of the Year(Monos mou)
- Arion 2005: Best Artistic Singer, Best Pop Singer, Best Pop Album(Akatallili Skini), Best Pop Song(Gia Sena), Best Album of the Year(Akatatallili Skini)
- Mad Video Music Awards 2005: Best Video-clip of the Year(Gia Sena)
- Status 2006:Best Male Singer of the Year
- Arion 2006: Best Artistic Song(Na Minis Edo)
- Cyprus Music Awards 2006: Best Greek Song(De Fevgo), Best Greek Single(Oniro Zo)
- Status 2007:Best Male Composer of the Year
- Cyprus Music Awards 2007: Best Male Artist, Best Album of the Year (Fili & Ehthri), Best Single(Ola i Tipota)
- Mad Music Video Awards 2007:Best Pop Video-clip(Ola i tipota),Best Video-clip of Male Artist(Ola i Tipota),Best Video-clip of the Year(Ola i Tipota),Most Played Artist
- Arion Awards 2007:Best Folk Song(Na Ise Eki), Best Artistic Song(De Fevgo), Best Pop Album(Fili & Ehthri), Best Song of the Year(Ola i Tipota), Album of the Year(Fili & Ehthri),